# Dalton Trevisan
Dalton Jérson Trevisan (Curitiba, 14 de junho de 1925 – Curitiba, 9 de dezembro de 2024) foi um advogado e escritor brasileiro, famoso por seus livros de contos, especialmente O Vampiro de Curitiba (1965), e por sua natureza reservada.

## Biografia
Dalton Jérson Trevisan nasceu em Curitiba em 1925. Estudou no Colégio Estadual do Paraná e trabalhou durante sua juventude na fábrica de vidros de sua família. Depois de se formar pela Faculdade de Direito do Paraná (atual Universidade Federal do Paraná), chegou a exercer a advocacia durante 7 anos.  
Quando era estudante de Direito, Trevisan costumava lançar seus contos em modestos folhetos. Liderou o grupo literário que publicou, entre 1946 e 1948, a revista Joaquim. O nome, segundo ele, era "uma homenagem a todos os Joaquins do Brasil". A publicação tornou-se porta-voz de uma geração de escritores, críticos e poetas. Reunia ensaios assinados por Antonio Cândido, Mário de Andrade e Otto Maria Carpeaux e poemas até então inéditos, como "O Caso do Vestido", de Carlos Drummond de Andrade. A revista também trazia traduções de Joyce, Proust, Kafka, Sartre e Gide e era ilustrada por artistas como Poty, Di Cavalcanti e Heitor dos Prazeres.
A publicação, que circulou até dezembro de 1948, continha o material de seus primeiros livros de ficção, incluindo Sonata ao Luar (1945) e Sete Anos de Pastor (1948) - duas obras renegadas pelo autor. Em 1954 publicou o Guia Histórico de Curitiba, Crônicas da Província de Curitiba, O Dia de Marcos e Os Domingos ou Ao Armazém do Lucas, edições populares à maneira dos folhetos de feira. 
Inspirado nos habitantes da cidade, criou personagens e situações de significado universal, em que as tramas psicológicas e os costumes são recriados por meio de uma linguagem concisa e popular, que valoriza os incidentes do cotidiano sofrido e angustiante. Publicou também Novelas Nada Exemplares (1959) e ganhou o Prêmio Jabuti da Câmara Brasileira do Livro. Como era de se esperar, enviou um representante para recebê-lo. Morte na Praça (1964), Cemitério de Elefantes (1964) e O Vampiro de Curitiba (1965). Isolado dos meios intelectuais e concorrendo sob pseudônimo, Trevisan conquistou o primeiro lugar do I Concurso Nacional de Contos do Estado do Paraná, em 1968. Escreveu depois A Guerra Conjugal (1969), posteriormente transformada em um premiado filme, dirigido por Joaquim Pedro de Andrade, Crimes da Paixão (1978) e Lincha Tarado (1980). Em 1994 publicou Ah, é?, obra-prima do estilo minimalista. Seu único romance publicado é A Polaquinha.
É reconhecido como um importante contista da literatura brasileira por grande parte dos críticos do país. Entretanto, era avesso a entrevistas e exposições em órgãos de comunicação social, criando uma atmosfera de mistério em torno de seu nome. Por esse motivo recebeu a alcunha de "Vampiro de Curitiba", nome de um de seus livros. Assinava apenas "D. Trevis" e não recebia a visita de estranhos.

## Prêmios
Foi eleito por unanimidade vencedor do Prémio Camões de 2012, ano em que também recebeu o Prêmio Machado de Assis, da Academia Brasileira de Letras, pelo conjunto de sua obra.

## Obras publicadas
- Novelas nada Exemplares (1959)[8]
- Cemitério de Elefantes (1964)
- Morte na Praça (1964)
- O Vampiro de Curitiba (1965)
- Desastres do Amor (1968)
- Mistérios de Curitiba (1968)
- A Guerra Conjugal (1969)
- O Rei da Terra (1972)
- O Pássaro de Cinco Asas (1974)
- A Faca No Coração (1975)
- Abismo de Rosas (1976)
- A Trombeta do Anjo Vingador (1977)
- Crimes de Paixão (1978)
- Primeiro Livro de Contos (1979)
- Vinte Contos Menores (1979)
- Virgem Louca, Loucos Beijos (1979)
- Lincha Tarado (1980)
- Chorinho Brejeiro (1981)
- Essas Malditas Mulheres (1982)
- Meu Querido Assassino (1983)
- Contos Eróticos (livro) (1984)
- A Polaquinha (1985)
- Noites de Amor em Granada
- Pão e Sangue (1988)
- Em Busca de Curitiba Perdida (1992)
- Dinorá - Novos Mistérios (1994)
- Ah, É? (1994)
- 234 (1997)
- Vozes do Retrato - Quinze Histórias de Mentiras e Verdades (1998)
- Quem tem medo de vampiro? (1998)
- 111 Ais (2000)
- Pico na veia (2002)
- 99 Corruíras Nanicas (2002)
- O Grande Deflorador (2002)
- Capitu Sou Eu (2003)
- Continhos galantes (2003)
- Arara Bêbada (2004)
- Gente Em Conflito (com Antônio de Alcântara Machado) (2004)
- Macho não ganha flor (2006)
- O Maníaco do Olho Verde (2008)
- Uma Vela Para Dario (talvez 2008)
- 35 noites de paixão - contos escolhidos (2009)
- Violetas e Pavões (2009)
- Desgracida (2010)
- Mirinha (2011)
- Nem te conto, João (2011)
- O Anão e a Ninfeta (2011)
- Novos contos eróticos - Antologia (2013)
- A mão na pena (2014)
- O beijo na nuca (2014)
- Antologia pessoal (2023)

### Renegados pelo autor
Primeiros livros publicados, que o autor renega. Editores desconhecidos.
- Sonata ao Luar (1945)
- Sete Anos de Pastor (1948)

### No exterior
- Novelas Nada Ejemplares - tradução de Juan Garcia Gayo, Monte Avila - Caracas (1970)
- De koning der aarde (O Rei da Terra) - tradução de August Willemsen - Amsterdam (1975)
- The Vampire of Curitiba and Others Stories - tradução de Gregory Rabassa, Alfred A. Knopf - Nova York (1972)
- El Vampiro de Curitiba - tradução de Haydée M. J. Barroso, Ed. Sudamericana - Buenos Aires (1976)
- De vijfvleugelige vogel (O Pássaro de Cinco Asas) - trad. August Willemsen - Amsterdam (1977)
- Ehekrieg (Guerra Conjugal) - (coletânea de contos, não corresponde ao livro "A Guerra Conjugal") - tradução de Georg Rudolf Lind, Ed. Suhrkamp - Frankfurt (1979)

### Antologias
Contos em antologias alemãs (1967 e 1968), argentinas (1972 e 1978), americanas (1976 e 1977), polonesas (1976 e 1977), sueca (1963), venezuelana (1969), dinamarquesa (1972) e portuguesa (1972).

## Filme
Guerra Conjugal (1974), histórias e diálogos do autor, roteiro e direção de Joaquim Pedro de Andrade.